# Cabinet de Maizière
Pour les articles homonymes, voir Maizière.
 (juin 2023).
Si vous disposez d'ouvrages ou d'articles de référence ou si vous connaissez des sites web de qualité traitant du thème abordé ici, merci de compléter l'article en donnant les références utiles à sa vérifiabilité et en les liant à la section « Notes et références ».
République démocratique allemande
Modrow Kohl III
Le cabinet de Maizière (en allemand : Kabinett de Maizière) est le gouvernement de la République démocratique allemande (RDA) entre le 12 avril et le 2 octobre 1990, durant la dixième législature de la Chambre du peuple.

## Historique du mandat
Dirigé par le nouveau ministre-président chrétien-démocrate Lothar de Maizière, précédemment vice-ministre-président et ministre des Affaires religieuses, ce gouvernement est constitué et soutenu par une coalition entre l'Union chrétienne-démocrate d'Allemagne (CDU), le Parti social-démocrate (SPD), l'Union sociale allemande (DSU), la Fédération des démocrates libres (BFD) et le Renouveau démocratique (DA). Ensemble, ils disposent de 303 députés sur 400, soit 75,8 % des sièges de la Chambre du peuple.
Il est formé à la suite des élections législatives du 18 mars 1990, premier scrutin libre depuis 1949.
Il succède donc au cabinet du socialiste Hans Modrow, constitué et soutenu par le Front national de la République démocratique allemande (NFDDR), formé autour du Parti socialiste unifié d'Allemagne (SED), et par huit formations d'opposition au régime est-allemand.
Au cours du scrutin, l'Alliance pour l'Allemagne (AfD), constitué de la CDU et du DA, arrive en tête mais sans majorité absolue. Le ministre des Affaires religieuses Lothar de Maizière, chef de file de l'Union chrétienne-démocrate, entreprend alors de former une large coalition agrégeant conservateurs, sociaux-démocrates et libéraux. Il y parvient et prend ses fonctions tout juste trois semaines après la tenue des élections.
Le nouveau gouvernement est-allemand décide rapidement d'engager le processus de réunion des deux Allemagne. Le 22 août 1990, la Chambre du peuple vote le rétablissement des cinq Länder dissous en 1952 et le rattachement de Berlin-Est à Berlin-Ouest, puis elle adopte une loi permettant l'adhésion des Länder à la Loi fondamentale de la République fédérale d'Allemagne le 3 octobre suivant.
Quand ce jour survient, la réunification allemande est officielle, la République démocratique allemande cesse d'exister de jure et de facto. Le cabinet de Maizière cède alors ses pouvoirs au troisième cabinet du chrétien-démocrate Helmut Kohl.

## Composition

### Initiale (12 avril 1990)
| Portefeuille                                                                                         | Nom | Nom                    | Parti                                      |
| --- | --- | ---------------------- | ------------------------------------------ |
| Ministre-président                                                                                   |     | Lothar de Maizière     | CDU                                        |
| Vice-ministre-président Ministre des Affaires intérieures                                            |     | Peter-Michael Diestel  | DSU (jusqu'au 30/08/1990) CDU (03/08/1990) |
| Ministre des Affaires étrangères                                                                     |     | Markus Meckel          | SPD                                        |
| Ministre des Collectivités locales                                                                   |     | Manfred Preiß          | BFD                                        |
| Ministre de l'Économie                                                                               |     | Gerhard Pohl           | CDU                                        |
| Ministre des Finances                                                                                |     | Walter Romberg         | SPD                                        |
| Ministre du Commerce et du Tourisme                                                                  |     | Sybille Reider         | SPD                                        |
| Ministre de la Justice                                                                               |     | Kurt Wünsche           | BFD (jusqu'au 03/07/1990)                  |
| Ministre de l'Alimentation, de l'Agriculture et des Forêts                                           |     | Peter Pollack          | Sans                                       |
| Ministre du Travail et Affaires sociales                                                             |     | Regine Hildebrandt     | SPD                                        |
| Ministre du Désarmement et de la Défense                                                             |     | Rainer Eppelmann       | DA                                         |
| Ministre de la Jeunesse et des Sports                                                                |     | Cordula Schubert       | CDU                                        |
| Ministre de la Famille et des Femmes                                                                 |     | Christa Schmidt        | CDU                                        |
| Ministre de la Santé                                                                                 |     | Jürgen Kleditzsch      | CDU                                        |
| Ministre des Transports                                                                              |     | Horst Gibtner          | CDU                                        |
| Ministre de l'Environnement, de la Protection de la nature, de l'Énergie et de la Sécurité nucléaire |     | Karl-Hermann Steinberg | CDU                                        |
| Ministre des Postes et des Télécommunications                                                        |     | Emil Schnell           | SPD                                        |
| Ministre des Travaux publics, de l'Urbanisme et du Logement                                          |     | Axel Viehweger         | BFD                                        |
| Ministre de la Recherche et de la Technologie                                                        |     | Frank Terpe            | SPD                                        |
| Ministre de l'Éducation et de la Science                                                             |     | Hans-Joachim Meyer     | Sans                                       |
| Ministre de la Culture                                                                               |     | Herbert Schirmer       | CDU                                        |
| Ministre des Médias                                                                                  |     | Gottfried Müller       | CDU                                        |
| Ministre de la Coopération économique                                                                |     | Hans-Wilhelm Ebeling   | DSU (jusqu'au 30/06/1990)                  |
| Directeur de cabinet du ministre-président                                                           |     | Klaus Reichenbach      | CDU                                        |
| Porte-parole du gouvernement                                                                         |     | Matthias Gehler        | Sans                                       |
| Porte-parole adjoint du gouvernement                                                                 |     | Angela Merkel          | DA                                         |

### Remaniement du16 août 1990
- Les nouveaux ministres sont indiqués en gras, ceux ayant changé d'attributions en italique.

| Portefeuille                                                                                         | Nom | Nom                    | Parti |
| --- | --- | ---------------------- | ----- |
| Ministre-président                                                                                   |     | Lothar de Maizière     | CDU   |
| Vice-ministre-président Ministre des Affaires intérieures                                            |     | Peter-Michael Diestel  | CDU   |
| Ministre des Affaires étrangères                                                                     |     | Markus Meckel          | SPD   |
| Ministre des Collectivités locales                                                                   |     | Manfred Preiß          | BFD   |
| Ministre de l'Économie                                                                               |     | Gunter Halm a.i.       | BFD   |
| Ministre des Finances                                                                                |     | Werner Skowron a.i.    | CDU   |
| Ministre du Commerce et du Tourisme                                                                  |     | Sybille Reider         | SPD   |
| Ministre de la Justice                                                                               |     | Manfred Walther a.i.   | CDU   |
| Ministre de l'Alimentation, de l'Agriculture et des Forêts                                           |     | Peter Kauffold a.i.    | SPD   |
| Ministre du Travail et Affaires sociales                                                             |     | Regine Hildebrandt     | SPD   |
| Ministre du Désarmement et de la Défense                                                             |     | Rainer Eppelmann       | DA    |
| Ministre de la Jeunesse et des Sports                                                                |     | Cordula Schubert       | CDU   |
| Ministre de la Famille et des Femmes                                                                 |     | Christa Schmidt        | CDU   |
| Ministre de la Santé                                                                                 |     | Jürgen Kleditzsch      | CDU   |
| Ministre des Transports                                                                              |     | Horst Gibtner          | CDU   |
| Ministre de l'Environnement, de la Protection de la nature, de l'Énergie et de la Sécurité nucléaire |     | Karl-Hermann Steinberg | CDU   |
| Ministre des Postes et des Télécommunications                                                        |     | Emil Schnell           | SPD   |
| Ministre des Travaux publics, de l'Urbanisme et du Logement                                          |     | Axel Viehweger         | BFD   |
| Ministre de la Recherche et de la Technologie                                                        |     | Frank Terpe            | SPD   |
| Ministre de l'Éducation et de la Science                                                             |     | Hans-Joachim Meyer     | Sans  |
| Ministre de la Culture                                                                               |     | Herbert Schirmer       | CDU   |
| Ministre des Médias                                                                                  |     | Gottfried Müller       | CDU   |
| Ministre de la Coopération économique                                                                |     | Hans-Wilhelm Ebeling   | Sans  |
| Directeur de cabinet du ministre-président                                                           |     | Klaus Reichenbach      | CDU   |
| Porte-parole du gouvernement                                                                         |     | Matthias Gehler        | Sans  |
| Porte-parole adjoint du gouvernement                                                                 |     | Angela Merkel          | DA    |

### Remaniement du20 août 1990
| Portefeuille                                                                                             | Nom | Nom                                  | Parti |
| --- | --- | ------------------------------------ | ----- |
| Ministre-président Ministre des Affaires étrangères a.i. (22/08/1990)                                    |     | Lothar de Maizière                   | CDU   |
| Vice-ministre-président Ministre des Affaires intérieures                                                |     | Peter-Michael Diestel                | CDU   |
| Ministre des Collectivités locales                                                                       |     | Manfred Preiß                        | BFD   |
| Ministre de l'Économie                                                                                   |     | Gunter Halm a.i.                     | BFD   |
| Ministre des Finances                                                                                    |     | Werner Skowron a.i.                  | CDU   |
| Ministre du Commerce et du Tourisme                                                                      |     | Lothar Engel a.i.                    | Sans  |
| Ministre de la Justice                                                                                   |     | Manfred Walther a.i.                 | CDU   |
| Ministre de l'Alimentation, de l'Agriculture et des Forêts                                               |     | Gottfried Haschke a.i.               | CDU   |
| Ministre du Désarmement et de la Défense                                                                 |     | Rainer Eppelmann                     | DA    |
| Ministre de la Jeunesse et des Sports                                                                    |     | Cordula Schubert                     | CDU   |
| Ministre de la Famille et des Femmes                                                                     |     | Christa Schmidt                      | CDU   |
| Ministre de la Santé Ministre du Travail et Affaires sociales a.i.                                       |     | Jürgen Kleditzsch                    | CDU   |
| Ministre des Transports                                                                                  |     | Horst Gibtner                        | CDU   |
| Ministre de l'Environnement, de la Protection de la nature, de l'Énergie et de la Sécurité nucléaire     |     | Karl-Hermann Steinberg               | CDU   |
| Ministre des Postes et des Télécommunications                                                            |     | Hans-Jürgen Niehof a.i.              | Sans  |
| Ministre des Travaux publics, de l'Urbanisme et du Logement                                              |     | Axel Viehweger (jusqu'au 28/10/1990) | BFD   |
| Ministre de l'Éducation et de la Science Ministre de la Recherche et de la Technologie a.i. (22/08/1990) |     | Hans-Joachim Meyer                   | Sans  |
| Ministre de la Culture                                                                                   |     | Herbert Schirmer                     | CDU   |
| Ministre des Médias                                                                                      |     | Gottfried Müller                     | CDU   |
| Ministre de la Coopération économique                                                                    |     | Hans-Wilhelm Ebeling                 | Sans  |
| Directeur de cabinet du ministre-président                                                               |     | Klaus Reichenbach                    | CDU   |
| Porte-parole du gouvernement                                                                             |     | Matthias Gehler                      | Sans  |
| Porte-parole adjoint du gouvernement                                                                     |     | Angela Merkel                        | DA    |